# Шефер, Герман (композитор, 1911)
Герман Шефер (псевдоним: Том Глэйди ; 29 октября 1911, Дюссельдорф — 10 августа 1977, Альценау) — немецкий композитор, аранжировщик, дирижёр и руководитель оркестра.

## Биография
С семилетнего возраста Герман Шефер брал уроки игры на органе и фортепиано и аккомпанировал немым фильмам вместе со своим отцом, который также был музыкантом. Учился в музыкальных академиях в Кёльне и Берлине. Получил диплом дирижёра оркестра в 1937 году. Начал работать в должности 1-го гобоиста Берлинской филармонии под управлением Вильгельма Фуртвенглера.
Во время Второй мировой войны Шефер имел звание штабсмузикмайстера и, в частности, служил офицером-слухачём (отслеживавшим приближение вражеских бомбардировщиков) на линкорах Admiral Graf Spee и Gneisenau.
После войны Герман Шефер был музыкальным руководителем муниципальных театров в Шлезвиге и Киле.
В 1954 году основал большой духовой оркестр «Викинги». Серия морских, кавалерийских, армейских маршей и походных песен была переработана под руководством Германа Шефера и выпущена на шеллаке. Уже в 2000-е гг. эти записи были переведены в цифровой формат без потери типичного шеллачного звучания. Большой духовой оркестр работал в сотрудничестве с мужским хором Кильского городского театра.
Тогдашний министр обороны Франц Йозеф Штраус поручил Герману Шеферу в 1957 году создать Музыкальный корпус морской пехоты Северного и Балтийского морей. Затем корпус совершил множество туров.
В 1963 году Шефер переехал в Баварию и посвятил себя продвижению клубной музыки. Оставил после себя марши, увертюры, польки, танго и шлягеры.

## Избранные сочинения
- Seeadler
- Falkland-Marsch
- Gneisenau-Marsch
- Scharnhorst-Marsch
- Marineflieger
- Gruß an die Saar
- Europa Fanfare
- Festliche Eröffnungsmusik (Pflichtstück für Spielmannszüge)
- OKAY Marsch Serie Blasmusikshop
- Atlantik Ouverture
- Nordlicht Ouverture
- Waldmeister Ouverture v. Joh. Strauß (arr.)
- Trompeten Bravour